# Martin Frick
Martin Frick (geboren am 10. Mai 1933 in Urach) ist ein deutscher Meteorologe und Schriftsteller. Neben vielfach übersetzten und aufgelegten Einführungen in die Wetterkunde verfasste er einen phantastischen Roman.

## Leben
Frick studierte Physik, Mathematik, Chemie, Astronomie und Kunstgeschichte an den Universitäten Tübingen, Zürich und Bern und schloss sein Studium als Diplom-Astronom ab. Er arbeitete ab 1970 als Physiklehrer und lebte zeitweilig in Berlingen TG. 1973 zog er nach Neu Sankt Jürgen bei Worpswede.
Seine Wetterkunde : Einführung in die Meteorologie erschien 1992 in 14. Auflage. Unter dem Titel Unser Wetter erschien sie bei Readers Digest und wurde ins Englische, Französische und Spanische übersetzt.
Außerdem übersetzte er mehrere populärwissenschaftliche Bücher über Astronomie aus dem Englischen.
1969 veröffentlichte er den phantastischen Roman Patina, der die mystische Liebesgeschichte zweier Menschen aus dem 15. Jahrhundert erzählt, die auf verschiedenen Wegen in eine ferne Zukunft gelangen – er durch Seelenwanderung, sie durch Zeitdilatation an Bord eines nahezu lichtschnellen Raumschiffs – wo ihre Liebe in einer utopischen Gesellschaft auf dem Titan Erfüllung findet. Der Roman ist schwer einzuordnen und schließt Elemente von Science-Fiction, Utopie und Okkultismus ein.

## Bibliographie
- Patina. Roman. Lukianos, Bern 1969.
- Wetterkunde : Einführung in die Meteorologie. 8., verb. Aufl. Hallwag, Bern u. a. 1974.

als Übersetzer
- Nigel Calder: Das stürmische Universum : die Revolution im astronomischen Weltbild. Hallwag, Bern u. a. 1970.
- Patrick Moore: Hallwag-Weltraumatlas. Hallwag, Bern u. a. 1970.